# Siegfried Bimberg
Siegfried Bimberg (* 5. Mai 1927 in Halle (Saale); † 2. Juli 2008 ebenda) war ein deutscher Komponist, Dirigent und Musikwissenschaftler.

## Biographie
Siegfried Bimberg absolvierte nach seiner Rückkehr aus dem Krieg und Gefangenschaft sein pädagogisches Studium. Nach einer kurzen Tätigkeit an einer einklassigen Landschule studierte er Psychologie, Musikpädagogik und Musikwissenschaft an der Martin-Luther-Universität Halle-Wittenberg. Zu seinen Lehrern gehörten u. a. Max Schneider, Kurt Prautzsch und Hans Ahrbeck. 1953 wurde er bei Fritz Reuter an der Pädagogischen Fakultät mit der Dissertation Untersuchungen zur Hör- und Singfähigkeit in Dur und in Moll. Ein Beitrag zur Musiktheorie und zur Musikpsychologie promoviert. 1956 habilitierte sich Bimberg mit einer Arbeit Über das Singen der Großterz aufwärts. Ein Beitrag zur Musikpsychologie und Musikästhetik auf der Grundlage elektro-optischer Untersuchungen. Zeitgleich war Bimberg von 1953 bis 1958 als Verlagslektor tätig. 1957 übernahm er in Berlin eine Dozentenstelle an der Humboldt-Universität zu Berlin, kehrte jedoch 1962 wieder zurück nach Halle, um dort zunächst als Dozent und ab 1964 als Professor an der Martin-Luther-Universität zu unterrichten. Dabei hatte Bimberg von 1969 bis zu seiner Emeritierung 1992 den Lehrstuhl für Musikpädagogik inne. Sein Bereich schloss jedoch die Musikästhetik und Musikpsychologie mit ein. 1981 habilitierte er sich erneut (Kontrast als musikpädagogische Kategorie).
Siegfried Bimberg hat sich vor allem einen Namen gemacht durch zahlreiche Jugend- und Kinderlieder, Chorwerke und Kinderopern und Bearbeitungen für Chor. Sein Lied Weil heute dein Geburtstag ist und das  Rodellied (Schneemann bau'n und Schneeballschlacht) gehörte in der DDR zum Standardrepertoire in Kindergärten und Schulen und waren und sind überaus populär.
1963 gründete er den Kammerchor Hallenser Madrigalisten, dessen Dirigent er bis 1980 war. Mit ihm unternahm er eine rege Konzerttätigkeit im In- und Ausland sowohl mit alter als auch mit neuer Chormusik. Neben Schallplatten- bzw. CD-Produktionen sowie Produktionen für Rundfunk und Fernsehen veranstaltete Bimberg auch Workshops, Ateliers und Lehrgänge für Chorleiter.
1951 begründete Bimberg für die Gehörbildung ein eigenes System, deren Grundlage eine relativ-funktionale Basis in enger Verbindung mit absoluter Notation unter Verwendung der Jale-Silben und Tonika-Do-Handzeichen ist.
1968 wurde er mit dem Händel-Preis des Bezirkes Halle ausgezeichnet.

## Werke

### Zyklen
- Wir spielen durch das Jahr (1957)
- Morgen kann die Welt schon brennen (1959)
- Legende von der Entstehung des Buches Taoteking auf dem Weg des Laotse in die Emigration (1959)
- Kantate vom Apfelbaum (1966)
- Daß im Herd die Glut uns kein Wind vertreibt (1972)
- Wir entdecken unser Land (1974)
- Rügen-Suite (zusammen mit Rolf Lukowsky) (1978)
- Bilderbuchseiten (1979)
- Das Fest des Tannenbaums (1989)
- Die Rosen schlafen nicht (1990)
- Ohne Natur vergeht unser Leben (1997)
- Ruhrpottgedichte (1997)
- Vom Wind getragen (1997)
- Vier Sprüche, das Glück festzuhalten (1997)
- Verba nulla pretio emuntur (1998)
- Mit Degen und Fagott (2000)
- De amicitia (2000)
- Sonne, Mond und Sterne (2002)
- Pretzscher Spektakel (2002)
- Zwischen Nil und Ninive (2003)

### Kinder-Opern
- Das singende Pferdchen (1961)
- Eulenspiegels Brautfahrt (1987)

### Sonstige
- Es ist für uns eine Zeit angekommen (Satz)
- O Tannenbaum (Satz nach Volksweise)
- Still, still, still, weils Kindlein schlafen will (Satz)

- Weil heute Dein Geburtstag ist

## Schriften
Zu Bimbergs Schriften gehören u. a. experimentell-psychologische Arbeiten zur Tonalitätsforschung, in denen er u. a. die Gleichwertigkeit von Dur und Moll in der Musik behandelt, zur Wahrnehmung (Gesetz der "Relativen Konstanz") oder zur Relation unterschiedlicher akustischer Stimmung beim Singen von Intervallen in gregorianischer und harmonikaler Orientierung (Gesetz der "Variablen Reagenz"). Daneben befasste er sich auch mit musikästhetischen und musikpädagogischen Themen, wie z. B. mit den Grundlagen der Musikrezeption (bekannt als die Position der "Dialogischen Musikaneignung").
- Einführung in die Musikpsychologie (1957)
- Vom Singen zum Musikverstehen (zusammen mit F.Bachmann und Chr.Lange) (1957ff.)
- Methodisch-didaktische Grundlagen der Musikerziehung (1968, 1973)
- Handbuch der Musikästhetik (Herausgabe und Autor) (1979ff.)
- Kontrast als musikästhetische Kategorie (1981)
- Handbuch der Chorleitung (Herausgabe und Autor) (1981)
- Lieder lernen, Lieder singen (1981ff.)
- Ferruccio Busoni: Von der Macht der Töne (Herausgabe) (1983)
- Musik – Erleben – Lernen (1995)
- Nachhall 1 und 2 (1996)
- Musikwissenschaft und Musikpädagogik, Perspektiven für das 21.Jahrhundert (zusammen mit Guido Bimberg) (1997)
- Lieder von Wende zu Wende, das deutsche Gemeinschaftslied im 20. Jahrhundert (1998)